# 内蒙古涉煤腐败领域倒查二十年
内蒙古涉煤腐败领域倒查二十年，是中华人民共和国的在内蒙古自治区开展的一场反腐败运动，内蒙古是中国大陆煤炭产量最大的省区，12个盟市中11个有煤矿。在煤炭产业快速发展的同时，滋生蔓延了严重的腐败，自2020年起云光中、邢云、云公民、宋亮等多名内蒙古省部级官员相继接受中央纪委调查。皆涉及煤炭领域。在中央纪委国家监委的纪检监察建议下内蒙古自治区党委和政府开始进行倒查20年专项整治运动。行动开始后内蒙古有数量众多的各级干部被调查。并且查出诸如，企业虚报项目考取煤矿，地方政府低价转让国有企业矿业权，官员收受贿赂包庇非法煤矿，官员子女依靠特权经营煤矿等诸多问题。其中鄂尔多斯市问题最为严重。鄂尔多斯市煤炭局被查出有500多名公职人员入股煤矿，高利分红。

## 成果
2021年11月，内蒙古自治区官方公布称自2020年专项整治行动开始以来共立案涉煤案件736件、1023人，其中厅局级干部69人、县处级干部243人。共有1656人被追责问责，共累计为国家挽回经济损失523.88亿元。

## 部分涉案人员
- 云光中，内蒙古自治区党委原常委、呼和浩特市委书记[6]。
- 邢云，内蒙古自治区党委原常委、政法委书记[6]。
- 宋亮，中共甘肃省委常委、甘肃省人民政府常务副省长，曾任中共内蒙古自治区党委常委，中共通辽市委书记。
- 李杰翔，中共青海省委常委、青海省人民政府常务副省长，曾任中共内蒙古自治区党委常委，中共通辽市委书记。
- 白向群，内蒙古自治区政府原副主席[6]。
- 云公民，中国华电集团原总经理、党组书记[6]。
- 胡毅峰，内蒙古自治区高级人民法院党组原书记、院长。
- 布和，内蒙古自治区高级人民法院党组原副书记、副院长。
- 杜学军，乌兰察布市原市委书记。
- 王伟，内蒙古自治区党委统战部原常务副部长。
- 郝秀川，内蒙古自治区市场监督管理局原党组书记[7]。
- 王俊峰，内蒙古自治区应急管理厅原党委书记、厅长[7]。
- 李中军，内蒙古有色地质矿业（集团）有限责任公司原党委书记、总经理。
- 刘桂花，鄂尔多斯市人大常委会原党组副书记、副主任。